# Elysius intensus
Elysius intensus är en fjärilsart som beskrevs av Rothschild 1910. Elysius intensus ingår i släktet Elysius och familjen björnspinnare. Inga underarter finns listade i Catalogue of Life.